# 左攝提增二
牧夫座32，又名BD+12 2729，HD 129336、SAO 101152、HR 5481，是牧夫座的一颗恒星，视星等为5.56，位于銀經7.46，銀緯59.86，其B1900.0坐标为赤經14h 36m 55.2s，赤緯+12° 59.86′ 29″。